# Kanton Saint-Pierre-2
Kanton Saint-Pierre-2 (francouzsky Canton de Saint-Pierre-2) je francouzský kanton v departementu Réunion v regionu Réunion. Tvoří ho pouze část města Saint-Pierre.